# Éditions Kontre Kulture
« Kontre Kulture » redirige ici. Pour l’article homophone, voir Contre-culture.
Kontre Kulture est une maison d'édition militante et une librairie de vente en ligne, fondées en 2011 par l'essayiste et écrivain Alain Soral, en association avec son mouvement politique Égalité et Réconciliation. Son catalogue comporte 164 titres en 2023. 
Elle a fait l'objet en 2013 de plaintes en référé pour faire interdire certains titres, décisions qui n'ont pas été confirmées en appel.

## Description des activités
Kontre Kulture est une dénomination commerciale appartenant à la SARL « Culture pour tous » dont le gérant est Julien Limes, immatriculée le 7 mars 2011. 
Il s'agit d'une maison d'édition militante qui publie des essais d'auteurs contemporains, souvent politiques, et propose la réédition ou la traduction française d'ouvrages célèbres, parfois devenus introuvables, qui sont tombés dans le domaine public,. Sa ligne éditoriale est celle du mouvement politique Égalité et Réconciliation, association fondée en juin 2007 par Alain Soral avec comme projet la « réconciliation de la Gauche du Travail et de la Droite des Valeurs ». Les ouvrages publiés par l'éditeur et sélectionnés par la librairie sont envisagés comme des outils conceptuels destinés à la formation politique des militants de l'association et du public.
Les ouvrages du catalogue sont diffusés dans quelques librairies orientées à droite et commercialisés en ligne, via un site web dédié. 
En tant que librairie en ligne, Kontre Kulture vend aussi des livres classiques d'autres éditeurs, et des accessoires tels que des posters, des t-shirts. 
Il existe trois catalogues supplémentaires de vente en ligne qui appartiennent à la même SARL, il s'agit de : « Prenons le maquis » (matériels survivalistes), « Au bon sens » (culture et alimentation biologiques) et « Sanguis Terrae » (produits viticoles).

## Controverses et procès en antisémitisme
Deux ans après sa fondation, plusieurs articles dans les médias de gauche dénoncent cet éditeur comme étant d'extrême droite et antisémite,,. D'après StreetPress, en 2015, vingt-et-un ouvrages, sur une centaine de titres que comportait le catalogue, étaient liés au judaïsme et au sionisme. La journaliste Ellen Selvi indique en 2016 qu'« une grande partie du catalogue de Kontre Kulture est consacrée à [l']obsession principale [d'Alain Soral sur les juifs], mais le confusionnisme entretenu par Soral lui fait éditer des auteurs phares de la pensée marxiste ou libertaire, comme David Thoreau ou Mikhaïl Bakounine ».
Un court article de Victor de Sepausy dans ActuaLitté mentionne que « cinq rééditions proposées par la maison Kontre Kulture sont accusées d'antisémitisme par la LICRA qui a saisi en juin 2013 le tribunal de Bobigny en référé afin d'obtenir leur interdiction. Aux yeux de la Licra, l'éditeur Alain Soral fait dans la provocation en remettant sur la place publique de tels ouvrages. ». Le Figaro signale aussi que Alain Soral et la SARL « Culture pour tous » sont assignés en justice, que le juge des référés s'est prononcé en faveur de la prohibition de l'ouvrage Anthologie des propos contre les juifs, le judaïsme et le sionisme de Paul-Éric Blanrue, qui doit être retiré de la vente à compter du 13 décembre 2013, et dans un autre article en 2017 relève que l'interdiction pour antisémitisme de l'ouvrage de Paul-Éric Blanrue était « une décision rare ».
Pour les quatre autres ouvrages, La France juive (1896) d'Édouard Drumont, Le Salut par les juifs de Léon Bloy (1906), Le Juif international (1920) d'Henry Ford et La Controverse de Sion (1985) de Douglas Reed, le tribunal de Bobigny enjoint à l'éditeur de censurer partiellement le contenu des ouvrages,. 
Dans la décision, en appel, du 2 décembre 2014 portant sur l'ouvrage de Paul-Éric Blanrue, la cour note que « l'auteur tient des propos tendancieux pour certaines entrées, que l'on pourrait assimiler comme des clins d'œil à l'usage d'un certain type de lecteurs », mais considère qu'il n'y a pas infraction à l'article 10 de la Convention européenne des droits de l'homme (CEDH). La Cour déboute la LICRA, Soral et « Culture pour tous » de leurs demandes respectives.

## Sources
- Bruno Di Mascio, Les souterrains de la démocratie : Soral, les complotistes et nous, Paris, éditions Temps présent, 2016, 137 p. (ISBN 978-2-916842-30-1 et 978-2-916842-44-8, lire en ligne).